# Elfe
Cet article concerne la créature légendaire. Pour les autres significations, voir Elfe (homonymie).
Un elfe est une créature légendaire anthropomorphe aux oreilles pointues dont l'apparence, le rôle et la symbolique peuvent être très divers. À l'origine, il s'agissait d'êtres de la mythologie nordique, dont le souvenir dure toujours dans le folklore scandinave. Les elfes étaient originellement des divinités mineures de la nature et de la fertilité. On les retrouve dans la mythologie celtique, puisque quelques textes irlandais et écossais les évoquent.
Leur figure est reprise plus tard dans la littérature, comme élément merveilleux du conte de fées et de la fantasy. Le succès des récits de J. R. R. Tolkien, dans lesquels des personnages beaux, nobles et sages sont désignés comme des elfes en font un archétype du personnage de fantasy et du jeu de rôle. L'apparence de l'elfe dans la perception des connaisseurs de la fantasy s'est modifiée du fait de son succès littéraire. Ils deviennent des êtres d'apparence jeune et de grande beauté, vivant le plus souvent dans des forêts, considérés comme immortels et dotés de pouvoirs magiques, et se distinguant physiquement des humains par leurs oreilles pointues et une apparence plus svelte[réf. nécessaire].

## Étymologie et terminologie
La description la plus ancienne des elfes provient de la mythologie nordique. Dans les textes médiévaux en vieux norrois (ancien islandais), ils sont nommés álfar (au singulier álfr). Ce nom a donné dans les langues scandinaves modernes :
- islandais : álfur (pluriel álfar), álfafólk (« peuple des elfes »)
- danois : elver, elverfolk, parfois ellefolk ou alf (pluriel alfer)
- norvégien : alv (pluriel alver), alvefolk
- suédois : alv (pluriel alver), au féminin älva (pluriel älvor)

L'ancien mot scandinave álfar dériverait d'une racine proto-indo-européenne, albh, signifiant « blanc », qui se retrouve par exemple dans le latin albus « blanc ». Cette théorie linguistique explique que des noms semblables au álfar se retrouvent aussi dans les langues germaniques anciennes et modernes. Ces noms présentent souvent des variantes, dues à des différences dialectales ou à des influences d'une langue à l'autre, du fait de la large circulation du thème littéraire.
- Dans les langues germaniques occidentales :
  - anglais : elf (pluriel elves) ; en vieil anglais ælf, elf (pluriel ylfe[3])
  - scots : elfen
  - néerlandais : elf ou alf (pluriels elfen ou elven, alven) ; en moyen néerlandais alf
  - allemand : le vieux haut-allemand alp a donné dans la langue la forme Alp, Alb (pluriels Alpen, Alben) qui désigne traditionnellement un incube ou un démon nocturne provoquant le cauchemar (qui se dit Albtraum ou Alptraum « rêve d'elfe »). La langue moderne a emprunté à l'anglais la dénomination de l'elfe : Elf ou Elfe (pluriel Elfen). Il existe aussi la forme mixte Elb ou Elbe (pluriel Elben) ; Elbe est attesté en moyen haut-allemand[4].
- Dans les langues germaniques orientales :
  - gotique : le mot est indirectement attesté dans l'anthroponyme Albila cité par Procope de Césarée[5].

De nombreux prénoms germaniques sont tirés du nom de l'elfe : en vieil anglais : Ælfric, Ælfwine, Ælfréd (moderne Alfred), en allemand Alberich. C'est aussi le cas de quelques anciens noms français d'origine germanique, tels qu'Auberon et Aubry.

## Mythologie nordique

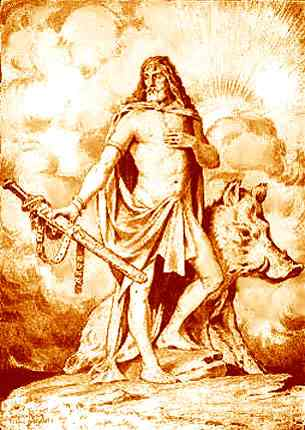
Le dieu Freyr, seigneur des alfes lumineux.

La présence de créatures étymologiquement liées aux álfar dans nombre de folklores postérieurs suggère fortement que la croyance dans les elfes fut commune parmi les peuples germaniques, non limitée exclusivement aux peuples de la Scandinavie antique, et qu'elle a perduré après la christianisation.
Les elfes apparaissent de diverses manières dans la mythologie nordique : ils peuvent relever tantôt de la mythologie inférieure (fréquemment confondus avec les nains), tantôt d’origines divines (la Völuspá les cite souvent à côté des Ases), peut-être même d’influences orientales ou chrétiennes (les chérubins, par exemple).
Associés à la fertilité et au culte des ancêtres, liés selon le Grímnismál aux fylgjur et aux vörðar (esprits totémiques protecteurs) ainsi qu'aux dieux Freyr et Vili, ils sont généralement décrits comme des êtres semi-divins et il en existe des variantes lumineuses (ljósálfar), noires (svartálfar) et obscures (dökkálfar) — ces deux derniers termes désignant peut-être la même catégorie. Ils ont été considérés comme analogues aux nymphes, aux sylphes et aux roussalki.
L'historien et mythographe islandais Snorri Sturluson compte parfois les nains nordiques parmi les « elfes sombres » ou les « elfes noirs »  mais c'est un abus de langage car il s'agit de deux types de créatures différentes : les « elfes sombres » habitant en Svartalfheim tandis que les nains sont en Nidavellir. Sturluson se réfère aux autres Elfes comme « elfes lumineux » habitant l'Álfheimr (« foyer des elfes ») et les associe à l'étymologie de elf (« blanc »). Il différencie les Elfes d'après l'Edda (Gylfaginning 17) :

« Staðr d'einn de Sá heu þar, heu kallaðr heu Álfheimr. Þat de fólk de byggvir de Þar, heu heita de Ljósálfar, jörðu de í de niðri de búa d'en Dökkálfar, reyndum correct de ólíkari de miklu d'ok de sýnum de þeim de ólíkir de þeir d'eru. Sýnum de sól d'en de fegri d'eru de Ljósálfar, bik d'en de svartari d'eru d'en Dökkálfar. »

« Il y a un endroit là [dans le ciel] qui s'appelle la demeure elfe (Álfheimr). Les gens qui y vivent sont appelés les elfes lumineux (ljósálfar). Mais les elfes sombres (dökkálfar) vivent ci-dessous dans la terre, et ils ont une tout autre apparence — et très différents d'eux en réalité. Les Elfes Lumineux sont plus lumineux que le soleil en apparence, mais les Elfes Sombres sont plus ténébreux que… »

En ce qui concerne les « nains », communément liés à l'exploitation des mines, il n'est pas certain que cela ne désigne pas une croyance scandinave médiévale plus tardive.
D'autres éléments à propos des Elfes dans la mythologie nordique proviennent de la poésie scaldique, de Edda poétique et des sagas légendaires. Les Elfes y sont liés au Æsir, en particulier par l'expression commune « Æsir et les Elfes », qui signifie vraisemblablement « tous les dieux ». Quelques universitaires ont comparé des Elfes aux Vanir (dieux de fertilité), mais dans Alvíssmál (« les Dires de Sagesse »), les Elfes sont distingués des Vanir et Æsir, comme indiqué par une série de noms comparatifs dans lesquels Æsir, Vanir, Elfes ont leurs propres traductions pour différents mots — reflétant ainsi leurs préférences raciales. Il est possible que ces mots indiquent une différence dans le statut entre les dieux principaux de Fertilité (les Vanir) et les divinités mineures (les Elfes).
Le Grímnismál relate que Freyr était le seigneur du Álfheimr (« monde des elfes »), la demeure des elfes lumineux. Lokasenna relate qu'un grand groupe de Æsir et d'Elfes s'étaient réunis à la cour de Ægir pour un banquet. Plusieurs êtres mineurs, domestiques des dieux, à l'exemple de Byggvir et Beyla, sont présentés comme appartenant à Freyr, seigneur des Elfes, et ceux-ci sont probablement eux aussi des Elfes, puisqu'ils n'ont pas été comptés parmi les dieux. On mentionne aussi un autre domestique, Fimafeng (assassiné par Loki) et Eldir.

## Interprétation de Paracelse
Paracelse, dans son Astronomia magna (1537) et dans le Liber de nymphis, sylphis, pygmaeis et salamandris, compte sept races de créatures sans âme : les génies à forme humaine mais sans âme ni esprit (inanimata) des Éléments, les géants et les nains, les nains sur la terre. Il croit aux génies des quatre Éléments. La Terre, par génération spontanée, produit des nains qui gardent les trésors sous la montagne ; l'Eau produit les ondines ; le Feu, les salamandres ; l'Air, les elfes. Ensuite viennent les géants et les nains issus de l'air, mais qui vivent sur la terre.

« Le mot inanimatum désigne six familles d'hommes sans âme… Ces hommes sans âme sont d'abord ceux des quatre familles qui habitent les quatre Éléments : les nymphes, nymphae, filles de l'eau ; les fils de la terre, lémures, qui habitent sous les montagnes ; les esprits de l'air, gnomi ; les génies du feu, vulcani. Les deux autres familles sont composées d'hommes qui sont également nés sans âme ; mais qui, comme nous, respirent en dehors des Éléments. ce sont d'une part les géants et d'autre part les nains qui vivent dans l'ombre des forêts, umbragines… Il existe des êtres qui demeurent naturellement au sein d'un même Élément. Ainsi le phénix, qui se tient dans le feu comme la taupe dans ta terre. Ne soyez pas incrédules, je le prouverai ! Quant aux géants et aux nains de la forêt, ils ont notre monde pour séjour. Tous ces êtres sans âme sont produits à partir de semences qui proviennent du ciel et des Éléments, mais sans le limon de la terre… Ils viennent au monde comme les insectes formés dans la fange [par génération spontanée]. »

— (Paracelse, La grande astronomie. Astronomia magna (1537), trad., Dervy, 2000, p. 159–160.)

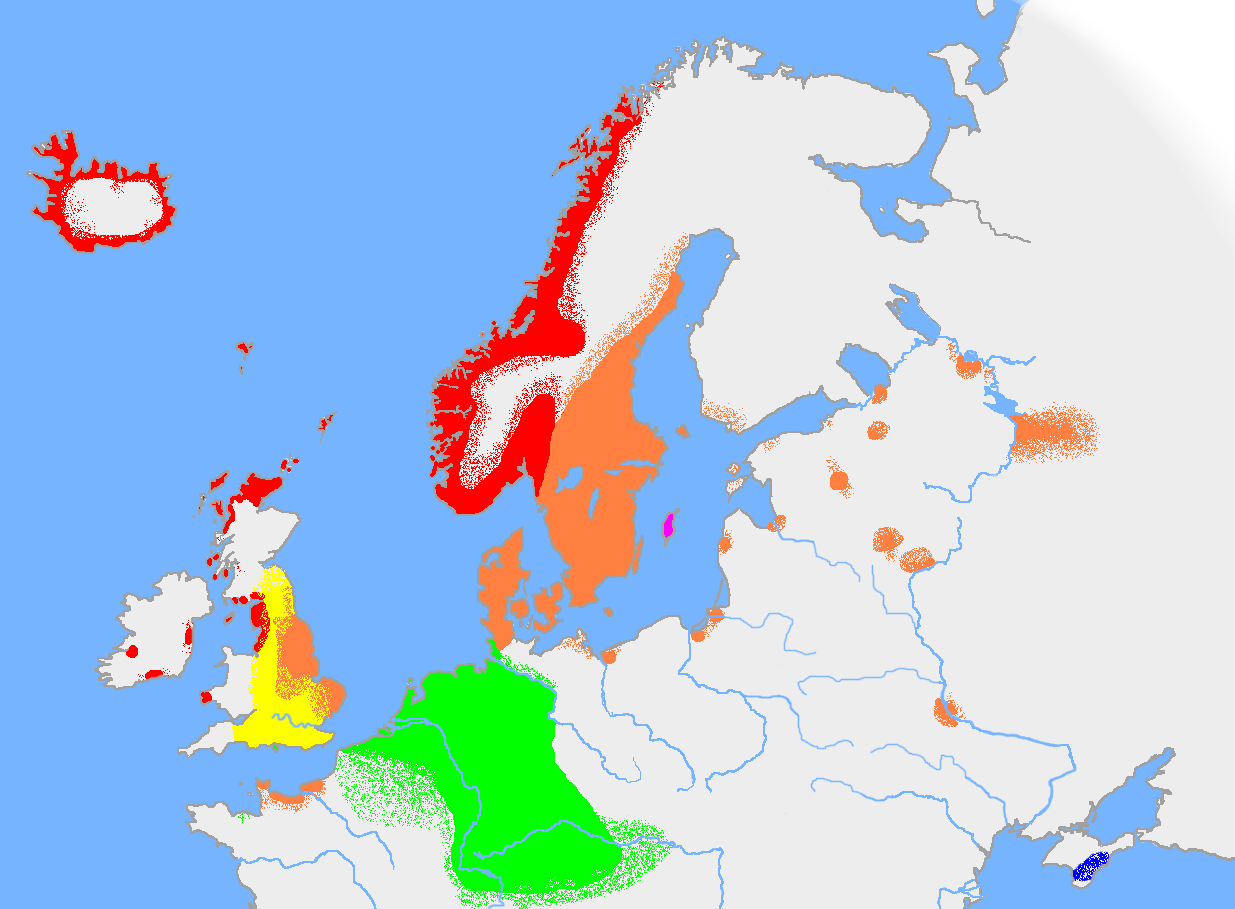
Les langues germaniques vers l'an 900.
Scandinave occidental (vieux norrois)
Scandinave oriental (dont le varègue)
Vieil anglais
Vieux haut-allemand, Vieux saxon
Gotique de Crimée

## Folklore européen

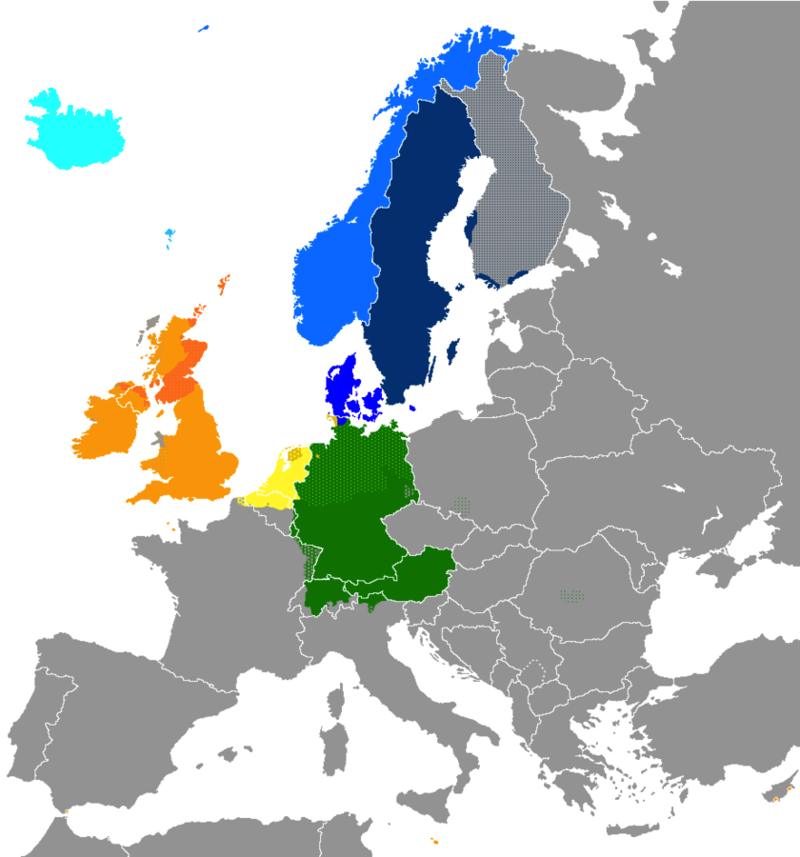
Répartition moderne des langues germaniques en Europe (couleurs).

La distinction entre les Dökkálfar et Ljósálfar dans la religion nordique ancienne influence la vision de ces créatures, Snorri Sturluson confond d'ailleurs les Alfes noirs, forgerons et gardiens de trésors, avec des nains. Les hommes se méfient des nains et des alfes noirs, alors que les alfes clairs demeurent foncièrement bénéfiques.
Lors de la christianisation des Germano-Scandinaves, la croyance aux elfes, assimilée au paganisme, est sévèrement combattue : l'elfe entre dans la famille des démons du cauchemar. Du VIIe siècle au IXe siècle, les elfes, qui étaient vénérés dans les pays germaniques, sont rapprochés des nains maléfiques,.
Un important syncrétisme se met en place. Dès le Xe siècle, la distinction entre les petits dieux issus des croyances païennes s'estompe, et les gloses des textes latins « attestent la fusion de créatures différentes ». La confusion entre nains et elfes va jusqu'au rapprochement définitif, bien que les textes du Moyen Âge laissent entrevoir quelques indices sur leur origine. « Sans doute bien entamée à l'époque de Perrault », la fusion des croyances est entretenue par la minimalisation des savoirs populaires au profit des textes gréco-latins, d'après l'historien de l'art Jérémie Benoît.
Comme pour les autres êtres légendaires diaphanes et féeriques, il est possible que la croyance aux elfes se soit, entre autres, nourries de l'observation de phénomènes naturels alors inexpliqués tels que les brumes se déplaçant rapidement selon la turbidité atmosphérique ou diffusant les faibles luminosités naturelles, les feux follets ou la bioluminescence,.

### Folklore scandinave

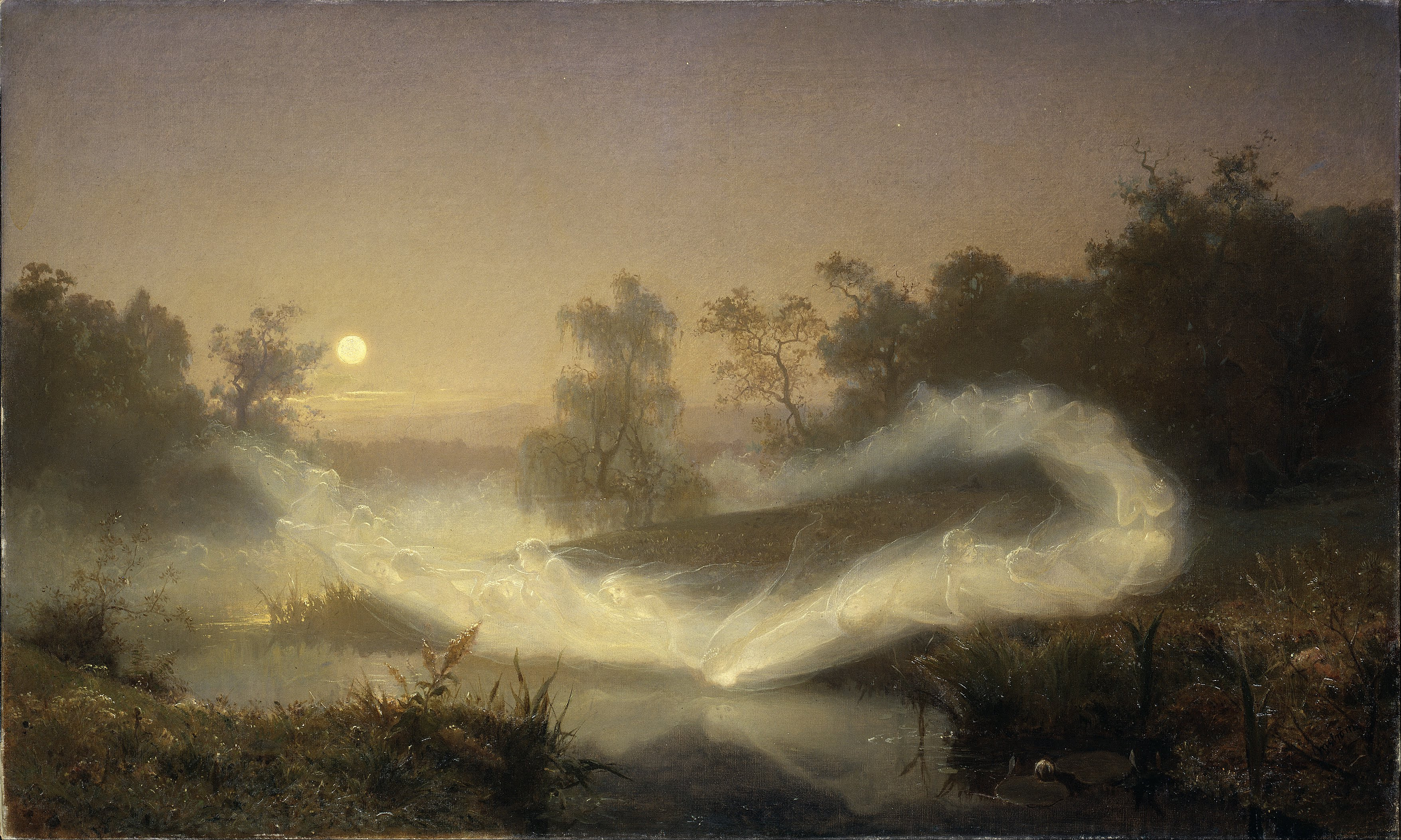
Danse féérique, par August Malmström.

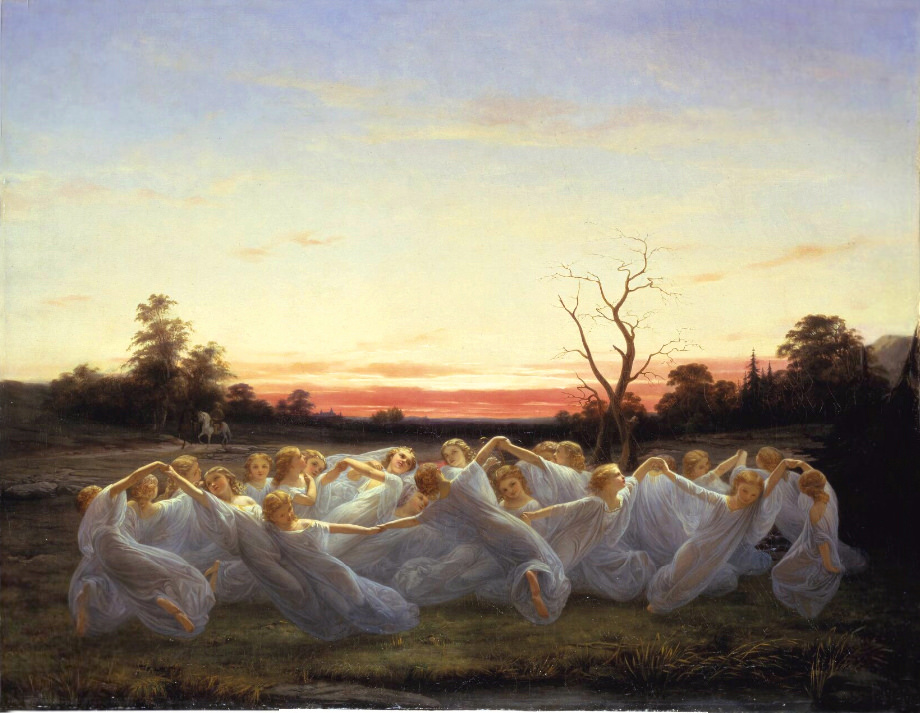
Elfes de la prairie ängsälvor, par Nils Blommér.

Dans le folklore scandinave, mélange postérieur de mythologie nordique et chrétienne, l'elfe est nommé elver en danois, alv en norvégien, alv (masculin) ou älva (féminin) en suédois.
Le terme norvégien apparaît rarement dans le folklore, et quand il est utilisé, c'est comme synonyme de huldrefolk (« peuple caché ») ou vetter, sortes de « lutins » liés à la terre, s'approchant davantage des nains de la mythologie nordique que des elfes. Au Danemark et en Suède, les elfes apparaissent comme distincts du vetter, bien que la frontière entre les deux créatures soit mal délimitée. Les petites fées ailées du folklore britanniques (pixie) sont souvent désignées comme älvor en suédois moderne ou alfer en danois, bien que la traduction correcte soit feer. De manière similaire, l'elfe du conte de fées L'Elfe de la rose de l'écrivain danois Hans Christian Andersen est si minuscule qu'il peut avoir un bouton de rose pour maison, et a les « ailes qui partent des épaules jusqu'aux pieds ». Cependant, dans La Colline des elfes du même auteur, les elfes sont plus semblables à ceux du folklore traditionnel danois : de splendides femelles, vivant dans les collines et les rochers, capables de faire danser un homme jusqu'à la mort. Comme le huldra en Norvège et en Suède, ils sont illusions une fois vus de dos.
Les elfes de la mythologie nordique semblent ainsi avoir survécu dans le folklore principalement comme femelles, vivant dans les collines et monticules de pierres (les tertres). Si la croyance au petit peuple est rare en France, les pays scandinaves connaissent une situation radicalement différente. Une école islandaise existe depuis 1991 pour promouvoir l'étude de ces créatures, et délivre un diplôme d'« études et recherches sur les elfes et autres peuples invisibles ». En vingt ans, 8 000 personnes l'ont décroché.

### Folklore des régions germaniques
Ce qui subsiste des elfes dans le folklore des régions de langue allemande est leur nature espiègle et malfaisante. Ils étaient estimés capables de causer des maladies au bétail et aux gens. Ils apportent également de mauvais rêves aux dormeurs. Le mot allemand pour cauchemar, Albtraum ou Alptraum, signifie littéralement « rêve d'elfe ». Sa forme archaïque Albdruck signifie « pression d'elfe » ; la croyance populaire attribuait les cauchemars à un elfe assis sur la tête du dormeur. Cet aspect de la croyance elfique germanique correspond en grande partie à la croyance scandinave du mara. Elle est également semblable aux légendes concernant les incubes et les succubes, que l'on peut relier aux phénomènes d'apnée du sommeil.
Le « roi elfe » Alberich, probablement issu des croyances des Francs, devient le roi des nains dans l'épopée allemande médiévale du Nibelungenlied, attestant de la confusion entre ces deux types de personnages. Dans la littérature française, il est à l'origine du nom d'Aubéron, un nain de la chanson de geste médiévale Huon de Bordeaux.
Le  « roi elfe » apparaît de temps en temps au Danemark et en Suède. En Norvège, Alberich donne le voleur nain Alfrik dans la Saga de Théodoric de Vérone. On trouve une postérité aux elfes du folklore germanique dans la tétralogie de L'anneau du Nibelung du compositeur allemand Richard Wagner. Ce dernier construit une mythologie personnelle qui s'inspire à la fois des Eddas scandinaves et du Nibelungenlied germanique, avec reprise, notamment, du personnage d'Alberich.
Conformément à l'Edda de Snorri Sturluson, les « Albes » de Wagner sont de deux natures :
- les « Lichtalben », « Elfes de lumière », assimilés par Wagner aux ases de l'Edda et aux dieux du panthéon germanique ayant Wotan à leur tête, qui se qualifie lui-même de « Licht-Alberich »[25] ;
- les « Schwarzalben », « Elfes noirs », assimilés aux nains, peuple du Nibelheim, qui ont à leur tête Alberich, qualifié de « Schwarz-Alberich » par Wotan[26].

Dramatiquement, l'opposition entre « Licht-Alberich » et « Schwarz-Alberich » est structurante pour l'œuvre entière mais on aurait sans doute tort de n'y voir qu'une opposition simpliste entre bien et mal.
En effet, la première atteinte contre la nature (boire à la source de la sagesse et blesser le Frêne du Monde afin d'y tailler une lance, symbole du pouvoir sur le monde) est accomplie par Wotan, l'Elfe lumineux, bien avant qu'Alberich, l'Elfe noir, ne se rende coupable du vol de l'or du Rhin et de forger l'anneau, source apparente du drame qui est au centre de l'œuvre. L'opposition des deux Elfes apparaît alors plutôt comme les deux faces d'une même réalité, la commune soif de puissance.

## Cercle des elfes
On dit que l'on peut voir danser les elfes dans les prés, particulièrement les nuits et les matins brumeux. Ils laissent des espèces de cercles à l'emplacement de leur danse, dénommés älvdanser (« danses d'elfes ») ou älvringar (« cercle d'elfes »). Ces cercles ont donné naissance à de nombreuses légendes au Moyen Âge pour tenter de les expliquer : nymphes, dryades, elfes et gnomes en seraient les responsables. Uriner dans l'un de ces cercles est censé provoquer des maladies vénériennes. Typiquement, ces cercles sont tracés par une multitude de petits champignons, mais ils peuvent être également tracés par le dessin d'herbes foulées contre le sol.

## Les elfes dans lafantasymoderne

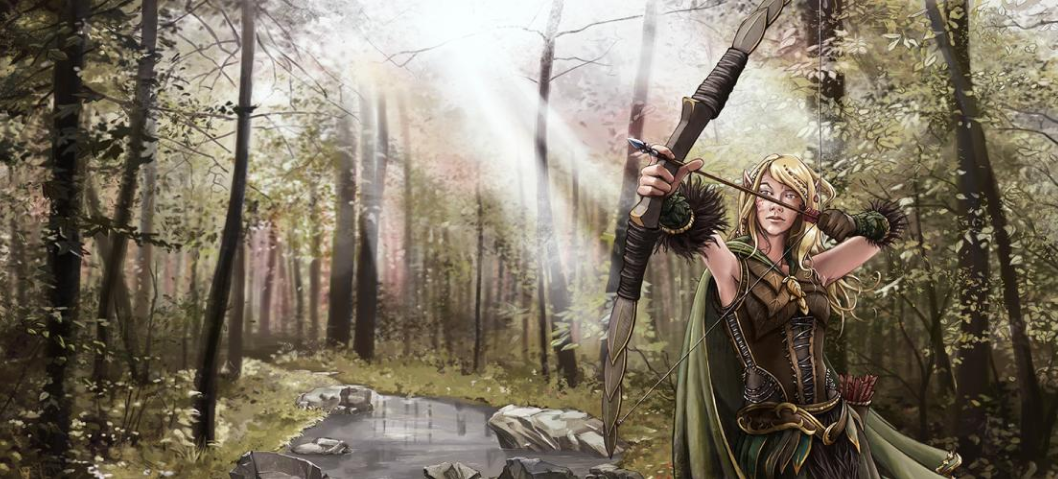
L'elfe, dont l'image est aujourd'hui bien différente du nain dans la culture populaire depuis le milieu du XX, a été confondu avec lui des siècles durant.

L’œuvre de J. R. R. Tolkien, publiée à partir de 1937, a marqué un tournant dans l'appréhension des créatures mythologiques qu'il met en scène, elfes comme nains, orcs et de nombreux autres. En effet, alors que les elfes mythologiques étaient de petits esprits évanescents et plus ou moins solitaires, celui-ci en fit une civilisation organisée, avec ses villes, ses chefs, sa politique, sa généalogie, sa technologie et bien sûr sa langue, et modifia considérablement leur apparence et leurs pouvoirs - ils deviennent notamment sous sa plume interféconds avec les humains. C'est lui aussi qui introduit l'opposition entre elfes et nains, alors que ces créatures étaient relativement proches dans le folklore qui précédait (avec les gnomes - relativement ignorés par Tolkien - et plusieurs autres types d'esprits). L'influence de Tolkien sur toute la littérature de fantasy intégra cette nouvelle représentation dans un large pan de la culture populaire, et notamment dans la littérature, le cinéma et le jeu vidéo.

### Apparence
Globalement, les elfes ressemblent beaucoup aux hommes malgré quelques différences cosmétiques. Depuis leur apparition, les elfes sont représentés avec les oreilles longues et pointues[réf. nécessaire], ce qui permet de les distinguer des humains sans ambiguïté. Ils sont généralement blonds avec de longs cheveux lisses, et de stature plutôt filiforme.
Dans une lettre à Naomi Mitchison, il écrit : « ils représentent réellement des Hommes doués de facultés esthétiques et créatrices beaucoup plus développées, d'une beauté supérieure et d'une vie plus longue, et de noblesse ». Ils sont souvent d'une grande beauté et paraissent, à de rares exceptions près, éternellement jeunes. Ils sont nommés le « Beau Peuple » dans Eragon de Christopher Paolini. La silhouette des elfes est svelte : ils sont grands, minces, élancés et très gracieux.
Dans le légendaire de Tolkien, les elfes possèdent de magnifiques chevelures. Quelques auteurs ont repris cette idée, comme Michel J. Lévesque pour ses Elfes de lumière. Cependant, les cheveux longs ne sont pas une caractéristique prédominante pour un elfe. Chez les hommes, la jeunesse apparente est renforcée par l’absence de barbe. En effet, les elfes mâles sont, à quelques rares exceptions près, imberbes. L'absence de pilosité a été largement reprise dans les livres.

### Dans les œuvres et les univers de fiction
Des elfes apparaissent dans de nombreux récits de la littérature de fantasy moderne comme :
- Le Hobbit, Le Seigneur des anneaux, Le Silmarillion (J. R. R. Tolkien) ;
- la série de romans des Royaumes oubliés ;
- Les Annales du Disque-monde (Terry Pratchett) ;
- la Trilogie des elfes (Jean-Louis Fetjaine) ;
- L'Héritage (Christopher Paolini) ;
- Artemis Fowl (Eoin Colfer) ;
- Arielle Queen (Michel J. Lévesque) ;
- Le Dernier Elfe (Silvana de Mari) ;
- Tara Duncan (Sophie Audouin-Mamikonian) ;
- Les Chroniques de la guerre de Lodoss (Ryō Mizuno) ;
- Chroniques du monde émergé (Licia Troisi) ;
- Les Chevaliers d'Émeraude, Les Héritiers d'Enkidiev (Anne Robillard) ;
- Gardiens des cités perdues (Shannon Messenger) ;
- la série Aïnako (Ariane Charland) ;
- la série Luna (Élodie Tirel) ;
- Amos Daragon (Bryan Perro) ;
- Merry Gentry (L.K Hamilton) ;
- la bande dessinée Les Légendaires (Patrick Sobral) ;
- la série Les Chroniques des Chasseurs d'Ombres (Cassandra Clare).
- Gardiens des cités perdues

Des écrivains ont également inventé des races s'inspirant des elfes : par exemple les faëls de Pierre Bottero, les enfants de la forêt de George R. R. Martin ou les lios alfars de Guy Gavriel Kay.
Les elfes ont aussi une place très importante dans les jeux vidéo, les jeux de rôle ou de plateaux. Des elfes (ou des créatures semblables portant un nom différent) sont présents dans l'univers des jeux suivants : 
- l'univers de Warcraft,
- l'univers de The Elder Scrolls, (appelés Mer)
- la série The Legend of Zelda (appelés Hyliens),
- la série Tales of Phantasia,
- la série Lineage,
- la série Final Fantasy,
- la série Dragon Age,
- Magic : l'assemblée,
- Archlord,
- Le Donjon de Naheulbeuk,
- Donjons et Dragons,
- Warhammer,
- Warhammer 40,000,
- Le monde de Palladium,
- Glorantha,
- Shadowrun,
- Age of wonders,
- Heroes of Might and Magic,
- The Witcher,
- Baldur's Gate,
- Wesnoth…

La série télévisée Les Chroniques de Shannara s'inspirent des elfes et de leur monde. Les elfes sont l'une des trois grandes races apparaissant dans la série Le Prince des dragons aux côtés des humains et des dragons.

### Caractéristiques
- Si vous ne connaissez pas le sujet, laissez ce bandeau (vous pouvez alors contacter les auteurs).
- Si vous supprimez le contenu mis en cause (vous pouvez préalablement contacter les auteurs),

argumentez précisément cette suppression dans la page de discussion
(un manque de référence n'est pas un argument ; une recherche réelle de référence doit avoir été effectuée, être formellement documentée).
Tout d'abord, les elfes sont immortels ou alors possèdent une longévité exceptionnelle. Une fois à l'âge adulte, ils ne vieillissent pas. Les maladies n'ont presque aucun effet sur eux. Seule une blessure grave ou un profond chagrin peut les faire mourir. Dans de nombreux récits, on retrouve des elfes ayant plusieurs centaines, voire plusieurs milliers d'années d'existence. Cette immortalité, même relative, leur donne une vision de la vie et du monde totalement différente de celle des humains. Les elfes ont un penchant pour la mélancolie et la nostalgie.
Les elfes sont généralement plus intelligents que les humains, ou du moins dotés d'une plus grande sagesse, en partie grâce à leur longévité exceptionnelle. Ils possèdent un savoir ancestral, notamment dans le domaine des arbres, des plantes… Ils vivent en effet très proches de la nature. Ce concept est probablement issu des mythologies nordique et germanique (les elfes étaient des divinités mineures de la nature).
Ils sont parfois dotés de pouvoirs magiques.
Les Elfes sont dotés d'une très grande beauté, voire d'une beauté exceptionnelle et éthérée. Ils sont sveltes et très minces pouvant paraître fragiles comme du verre, leur grâce est souvent décrite comme aérienne et ils possèdent souvent une abondante et belle chevelure.
Leurs sens sont particulièrement affinés et de loin supérieurs à ceux des hommes, en particulier pour ce qui concerne la vue et l’ouïe. Leur vision est excellente. Ils ont aussi une vision nocturne dans certains récits ou jeux, comme Shadowrun ou Le monde de Palladium. La voix des elfes est particulièrement agréable à écouter. Elle est parfois comparée au murmure de l’eau. Dans certaines histoires, le chant des elfes a une relation à la magie.
Ils sont dotés d'une très grande agilité et sont très rapides. Leur réputation d'excellents archers est légendaire, ce sont de redoutables chasseurs et de fins guerriers. Depuis Tolkien, cette vision a été reprise, modifiée et largement véhiculée dans beaucoup d'œuvres littéraires ou de jeux de rôles. Les elfes sont souvent représentés un arc à la main.

### Civilisation elfique
Dans la plupart des cas, les elfes ont ou ont eu une civilisation. Les caractéristiques de celle-ci varient selon les univers de fiction, mais on peut noter que certaines particularités sont fréquentes :
- Déclin démographique dû à une faible fécondité et/ou une implication, volontaire ou non, dans de nombreuses guerres ;
- Réputation d'un raffinement extrême ;
- Proche de la nature et des milieux naturels (forêts, montagnes, etc.) ;
- Civilisation d'un grand esthétisme et très harmonieuse ;
- Retrait de la dite civilisation par rapport au reste du monde ;
- Âge très ancien de celle-ci.

La civilisation elfique est toujours plus proche de la nature, beaucoup plus harmonieuse, plus raffinée, et plus esthétique par rapport aux civilisations humaines qui apparaissent souvent brutales et sauvages ou du moins beaucoup plus primitives. Les elfes éprouvent généralement de la haine envers les nains notamment du fait de leur physique : les elfes sont grands, fins et élancés, tandis que les nains sont petits, trapus et résistants. De nombreux auteurs ont accentué cette opposition en associant les elfes aux milieux forestiers, proches de la nature, et les nains aux cavernes, aux mines et aux forges. C'est le cas par exemple dans le monde de Warhammer, Le Hobbit, Le Seigneur des anneaux ou dans les Royaumes oubliés ou encore dans la saga Tara Duncan.
La société elfique est parfois considérée comme élitiste et hiérarchisée. La plupart du temps, un roi ou une reine est à la tête de celle-ci. Il existe aussi une noblesse elfique. Dans l'univers de Warhammer, les elfes ont un vif intérêt pour la politique.

### Langues elfiques
Les langues elfiques (également appelées simplement elfique ou elfe) sont des langues imaginaires parlées par les peuples elfes de diverses œuvres de fantasy. Leur degré d'élaboration est très variable, de la simple allusion à l'élaboration d'une véritable langue construite.
En particulier, J. R. R. Tolkien, en parallèle à l'écriture des récits de la Terre du Milieu, a inventé une série de langues elfiques dont l'existence ne se réduit pas à leur mention en narration ; avec d'autres langues non-elfiques placées dans le même monde imaginaire, elles forment l'ensemble des langues de la Terre du Milieu. Elles sont l'objet d'étude de l’Elvish Linguistic Fellowship. Dans Eragon, les elfes parlent une langue nommée « ancien langage ».
Dans l'univers de Warcraft, plusieurs langues elfiques se côtoient, notamment le Darnassien et le Thalassien pour les principaux. La chanson du jeu World of Warcraft : Burning Crusade, La complainte des Bien-nés est intégralement chanté en langue elfique thalassien.

### Les différentes races d'elfes
Il existe généralement plusieurs peuples ou races d'elfes qui se ressemblent selon l’œuvre dans lesquels on les retrouve et ont tendance à s'opposer, comme les Hauts-Elfes dans l'univers de Warcraft (qui s'apparente aux elfes de lumière) qui ont des déclinaisons comme les Elfes de Sang ou les Elfes du Vide, tous trois issus du même peuple mais souvent antagonistes, malgré des temps de paix.
D'autres œuvres présentent les elfes des bois (ou elfes sylvains), les elfes gris (ou elfes de lune), les elfes de l'eau (ou ondines)… Les elfes noirs, ou drows, sont le plus souvent la contrepartie obscure des elfes. Dans de nombreux jeux ou récits, ils sont très souvent en guerre avec les autres races d'elfes (ces spécifications sont assez courantes dans certains jeux vidéo ou jeux de plateau).